# Eugen Carpov
Eugen Carpov (né le 22 avril 1966 à Ungheni) alors en République socialiste soviétique de Moldavie, est un homme politique et diplomate moldave, membre du Parti libéral-démocrate de Moldavie (PLDM). 
Il est vice-Premier ministre, chargé de la Réintégration territoriale, depuis le 14 janvier 2011, dans les gouvernements des libéraux-démocrates de Vlad Filat et Iurie Leancă.